# ابورلان
ابورلان، پالاوان (به لاتین: Aborlan, Palawan) یک سکونتگاه مسکونی در فیلیپین است که در پالاوان واقع شده‌است.

## خصوصیات
ابورلان ۸۰۷٫۳۳ کیلومترمربع مساحت و ۳۲٬۲۰۹ نفر جمعیت دارد.